# Take a Look in the Mirror
Take a Look in the Mirror is het zesde album van de band KoЯn. Het album werd in 2003 uitgebracht. Er werden wereldwijd ongeveer 1,900,000 exemplaren van verkocht en haalde hiermee platina.

## Tracklist
1. Right Now - 3:09
2. Break Some Off - 2:36
3. Counting on Me - 4:49
4. Here It Comes Again - 3:33
5. Deep Inside - 2:47
6. Did My Time (met Angelina Jolie in de videoclip) - 4:04
7. Everything I've Known - 3:35
8. Play Me (met Nas) - 3:22
9. Alive - 4:30
10. Let's Do This Now - 3:19
11. I'm Done - 3:23
12. Y'All Want a Single - 3:18
13. When Will This End - 3:37

Totale speelduur (zonder extra's) - 44:22